# Macelak
Macelak – drugi co do wysokości szczyt w Pieninach Czorsztyńskich. Wznosi się na wysokość 857 m n.p.m. Bronisław Gustawicz pisał o nim w 1881 r.: Sam szczyt tej góry trawiasty, z rzadka świerkami i leszczyną porosły, od pd. stromo spadający, od zach., pn. i wsch. pięknymi otoczony polanami. Obecnie sam wierzchołek jest całkowicie porośnięty lasem, ale poniżej znajdują się liczne polany. Na jego odsłoniętych zboczach występują ciepłolubne owady. Z Macelakiem związana jest legenda o skarbach rzekomo ukrytych w zapadlisku „Złotej Studni”.
Nazwa Macelak jest stara, występuje na mapach z 1822 r. Szlak turystyczny nie prowadzi przez szczyt Macelaka, lecz obchodzi go po południowej stronie.
Cały masyw Macelaka posiada interesującą florę. Rozciągające się wokół szczytu łąki, pomimo iż powstały w wyniku celowej działalności człowieka, stanowią najistotniejszy element krajobrazowy i florystyczny. Skład gatunkowy tutejszych łąk jest bardzo bogaty – na powierzchni 1 m² można naliczyć do 50 gatunków roślin wyższych. Do najbardziej charakterystycznych roślin tutejszych zespołów łąkowych należą mietlica pospolita, wiechlina alpejska, konietlica łąkowa i storczyk drobnokwiatowy.Wczesną wiosną zakwita tu pierwiosnek wyniosły, a jesienią zimowit jesienny. Z rzadkich w Polsce roślin stwierdzono tutaj występowanie m.in. ostrożnia głowacza, dwulistnika muszego, ostu pagórkowego i marzanki barwierskiej. W 2016 r. znaleziono tu jodłówkę pospolitą (Abietinella abietina) – podlegający ochronie gatunek rzadkiego mchu.
Macelak znajduje się w Pienińskim Parku Narodowym w granicach wsi Tylka (obecnie część Krościenka nad Dunajcem), w województwie małopolskim, w powiecie nowotarskim.

## Szlaki turystyczne
– z Czorsztyna do Szczawnicy przez przełęcz Osice, Macelak, przełęcz Trzy Kopce, przełęcz Szopka, Trzy Korony, Zamkową Górę, Bajków Groń, Czerteż, Czertezik, Sokolicę.

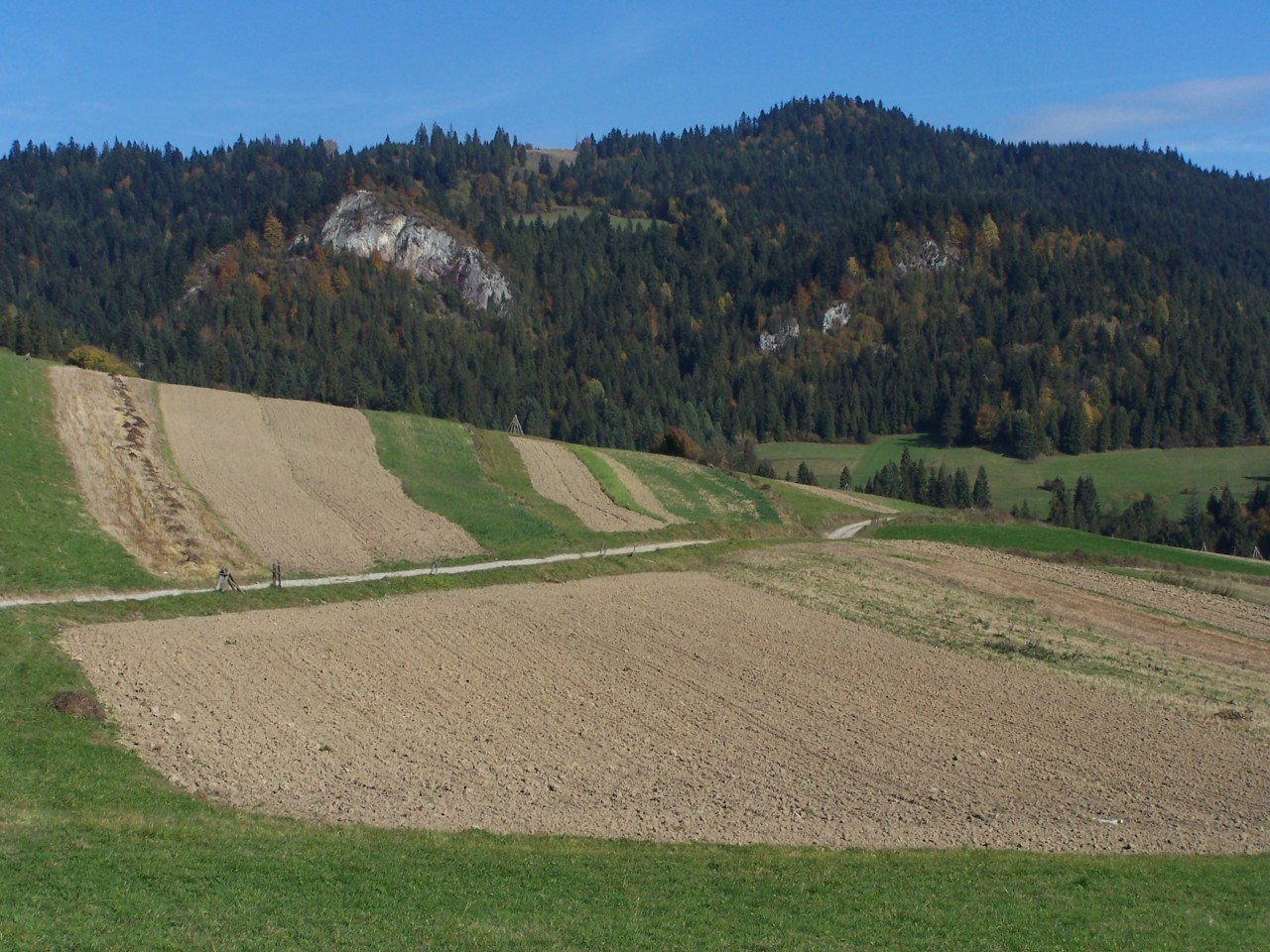
Widok od południowo-zachodniej strony